# خوسيه لويس كويفاس
خوسيه لويس كويفاس (بالإسبانية: José Luis Cuevas)‏ هو مهندس معماري ورسام مكسيكي، ولد في 21 أبريل 1881، وتوفي في 1952.